# 医疗船

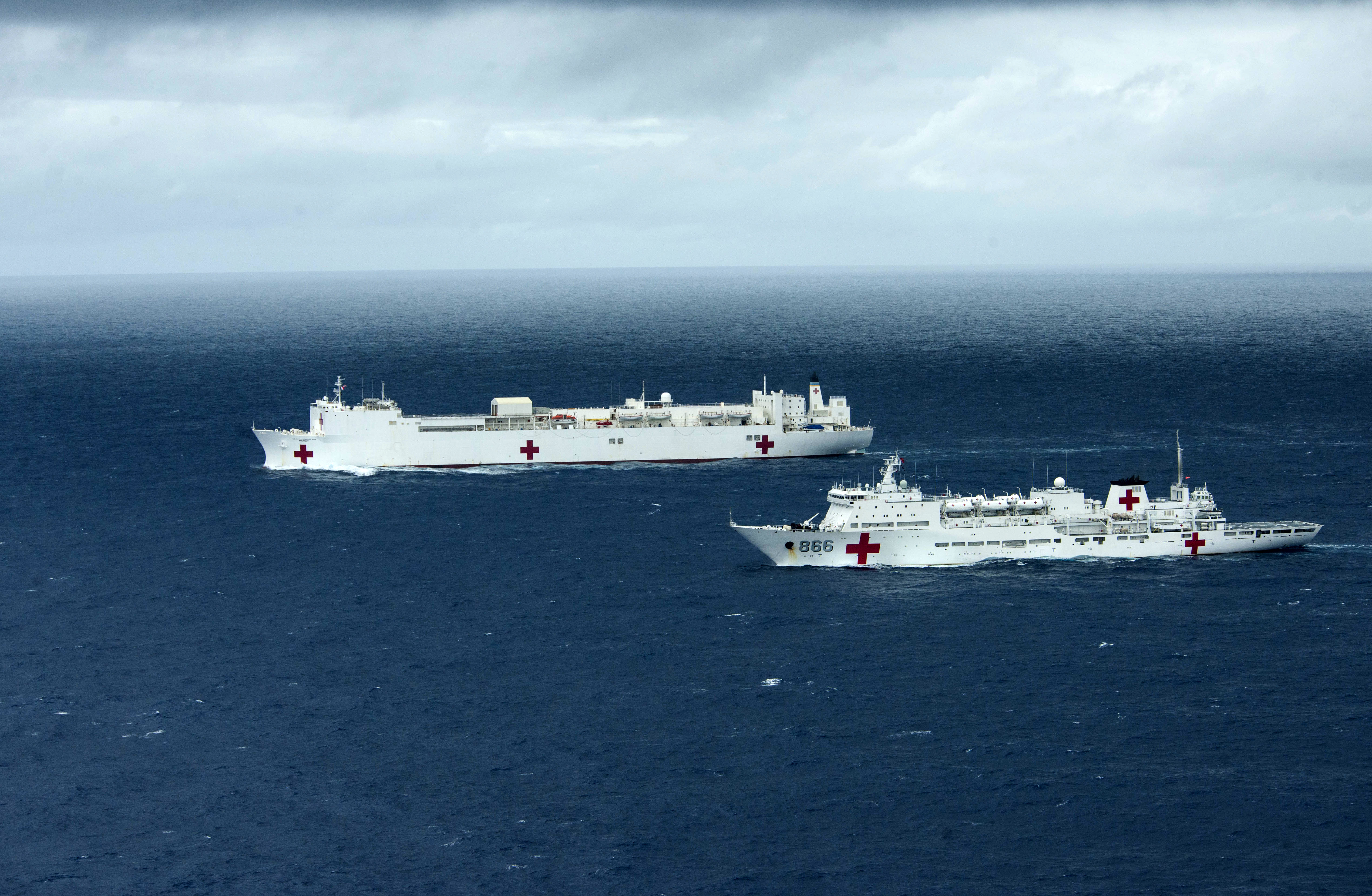
美國海軍仁慈號与中国人民解放军海军岱山岛号并列航行

医疗船（英語：hospital ship）也称医护船或医院船，是指具有醫院機能、用以提供人道医护治疗的船艦。大多是由一國的海軍或政府擁有。按照国际法规定，醫療船不允许携带任何武器；攻击醫療船属战争罪行，但是交战国的海军有权登船检查。

## 国际法
海牙公约中对于医疗船的规定是：
- 医疗船必须用明显标志此船为医疗船
- 医疗船必须无差别向各国提供医疗照护
- 医疗船不得参与任何军事行动
- 医疗船不得干预交战方船只的的军事行动
- 交战方有权登船检查医疗船是否违反上述行为

任何武装的船只按照法律规定都不能归类为医疗船。
1949年8月12日日内瓦第二公约《改善海上武装部队伤者病者及遇船难者境遇的公约》“第三章　医院船”。其中第三十五条第一款允许“医院船或病室之船员为维持秩序，自卫或保护伤者、病者而配有武器”。

## 状况
现代医疗船一般都会在船体标示巨大的红十字或红新月来表明该船是受到战争法及海牙公约所保护的。即使如此，医疗船也并不能完全保证不受到攻击。在第一次和第二次世界大战中，非作战船只标识并没有使其免受交战双方的攻击。比如说，1945年，英國皇家空軍就袭击并击沉了德国号医疗船并造成了人员伤亡。
有的医疗船并不归属于国家的政府或者海军，而是归于民间组织所有。

## 附加装备的改装替代舰艇

### 有額外醫療設備的補給艦
由於建造／改裝及使用成本高昂，現在很多國家的海軍不會特別專門建造醫療船，往往以加裝額外醫療設備的補給艦取而代之。補給艦通常是中小規模海軍國家最大型的軍用艦隻，除了裝載必要的補給品外亦有額外的空間可作他用。雖然可容納病床數量、功能等遠不如專業醫療船，但可以滿足一般需要。
惟補給艦本身會攜帶自衛武器，亦不會有任何辨認標誌，此亦即同時失去戰爭法保護之虞，戰時可能會被攻擊。

### 具備完整醫療設備的多用途艦艇／能夠直接改裝成「準醫療船」的艦艇
另一方面，一些在設計上擁有大甲板的大型軍用艦艇，例如兩棲突擊艦和航空母艦，除了因它們均擁有可足以讓直升機或垂直升降戰鬥機起降的甲板，往往會被人冠以「準航母」、「直升機航母」外，寬大的甲板也可以放上模塊化的技術裝備從而能輕易轉換艦艇用途，另外這些艦艇內部本身就有一個能給兩棲部隊以及船員提供醫療服務的醫療機構。部分非戰鬥艦艇也能夠在甲板上放置醫療模塊的貨櫃，即能成為臨時性質的醫療船，但這些海軍艦艇完全不受海牙公約保護。
典型的例子有：
 美國海軍
- 福特級核動力航空母艦：該艦上醫療中心可提供實驗室、藥房、手術室各一間，3張病床的加護病房和兩張病床的急症室，以及41張病床的普通病房，並由11名軍醫以及30名醫療兵管理 [4]
- 尼米茲級核動力航空母艦：該級艦上醫療中心可提供實驗室、藥房、手術室、CT掃描室各一間; 3張病床的加護病房，以及53張病床的普通病房，同時包括一個牙科以及眼科部門[5](喬治·H·W·布希號則是51張病床[6])，並由41名醫務人員管理[7][來源可靠？]
- 黃蜂級兩棲突擊艦：每艘黄蜂级舰船的医院有6個手術室、17張ICU床位、6張隔離病床（英语：Isolation ward）、41張普通床位，以及一座血庫，在需要时，“额外伤亡病房”（Overflow Casualty Ward）可以增加536个床位，及時支援救治傷員。[8]
- 美利堅級兩棲突擊艦：美利堅級首批次(Flight 0)的艦載的醫療設施有兩間手術室以及24張病床[9]，尚不清楚第二批次(Flight 1)的美利堅級在修正設計後是否亦改善了醫療設施的佈置。
- 聖安東尼奧級兩棲船塢運輸艦：該艦上的醫療設施可提供兩間手術室以及24張病床[9]；同時預留空間可擴展至100張床位以適應任務需要[10]。
- 哈珀斯费里級船塢登陸艦：該艦上的醫療設施可提供1間手術室以及11張病床[9]
- 惠德比島級船塢登陸艦：該艦上的醫療設施可提供1間手術室以及8張病床[9][11]

 英國海軍
- 伊莉莎白女王級航空母艦：該艦上醫療中心可提供1個含8個床位的診療室、1個手術室、1個牙醫室，並由11名醫務人員管理；同時保留擴充空間以適應任務需要。[12]
- 百眼巨人號訓練艦（英语：RFA Argus (A135)）：該艦上具備等同於醫療船的完整醫療設施，同時可以加掛醫療模塊加強醫療能力，但鑒於隸屬皇家海軍輔助艦隊（英语：Royal_Fleet_Auxiliary）並有武裝而不符合海牙公约的規定，所以英國海軍將其歸類為「傷員接收船」——Primary Casualty Receiving Ship(PCRS)

 中國人民解放軍海軍
- 瓊沙級運輸船：其中三艘被改裝為專用醫療船，現已退役[13]
- 世昌號國防動員艦：可加裝醫院集裝箱模塊成為醫療船

 法國海軍
- 戴高樂號航空母艦：該艦上醫療中心可提供三間諮詢室、實驗室、藥房、急症室、燒傷治療室、CT掃描室各一間，以及2間手術室、2張隔離病床（英语：Isolation ward）的加護病房和四張病床的康復室，包括住院部普通病床內合共最多50張病床[14]，並由3名軍醫、8名醫療兵以及一名醫務秘書管理；在需要長期海外執勤時會再進駐航空醫學專家、麻醉科醫生、醫務化驗師、牙科醫生、放射科醫師、物理治療師各一名，以及兩名外科醫生、一名麻醉护士（英语：Nurse anesthetist）及兩名執業護士，以便為長期執行的海軍人員提供完整的專科門診和醫療支援服務[15]
- 西北風級兩棲突擊艦：該艦上醫療中心可提供20間病房，包含69張病床與7張ICU床位[16]，此外還有兩間手術室; 並有放射科部門可提供完整的醫學影像功能例如X光、CT掃描、超音波檢查[17];在需要时，該級艦可在機庫內增設病床，使艦上病床總數達120張[18]，其綜合醫療設施能力符合北約第三級規定( NATO Echelon level-3)。[19]

 意大利海軍
- 加富爾號航空母艦： 該艦上醫療中心可提供2個手術室、1個加護病房、一個燒傷治療室、一個牙醫室、 一個CT掃描室、一個X光檢驗室、一個醫療檢驗室以及32張固定式病床[20]
- 艾特納級補給艦（英语：Italian ship Etna (A 5326)）：該艦上醫療中心符合北約第2級規定( NATO Echelon level-2+)[19]，也能提供完整的放射醫學影像功能例如X光、CT掃描，能進行高創傷性手術的手術部門、牙科、灼傷治療以及一般門診服務[21]

 阿根廷海军
- 伊里薩爾上將號破冰船（英语：ARA Almirante Irízar）：該艦能進行緊急改裝成為醫療船，並曾在福克蘭戰爭當中顯現[22]

 西班牙海軍
- 胡安·卡洛斯一世號戰略投射艦：該艦具備一個可提供40張病床的醫療中心[23]，以及2間手術室、一個牙醫室、一個實驗室、一個CT掃描室、一個X光檢驗室、一座血庫和一個藥房等 [24]

 澳洲皇家海軍
- 堪培拉级两栖攻击舰（英语：Canberra-class landing helicopter dock）：該艦上醫療中心可提供2個手術室、X光室、牙醫室、藥房，以及高中低傷患護理專區共56張病床[25]

 日本海上自衛隊
- 出雲級直升機護衛艦： 該艦上醫療中心可提供2個手術室、2張ICU床位、X光室、牙醫室、藥房，以及35張病床; 並保留利用艦上機庫空間成立野戰醫院的潛力[26]
- 日向級直升機護衛艦：該艦上醫療中心可提供1個手術室、1張ICU床位，以及8張輕症病床
- 大隅級運輸艦：該艦上醫療中心可提供1個手術室、2張ICU床位，以及6張病床; 同時也能使用車輛甲板加掛醫療模塊加強醫療能力[27][28]

## 現役專業醫療船艦隻
- 美國海軍
  - 仁慈級醫療船
    - 仁慈號醫療船
    - 安慰号医疗船
- 中國人民解放軍海軍

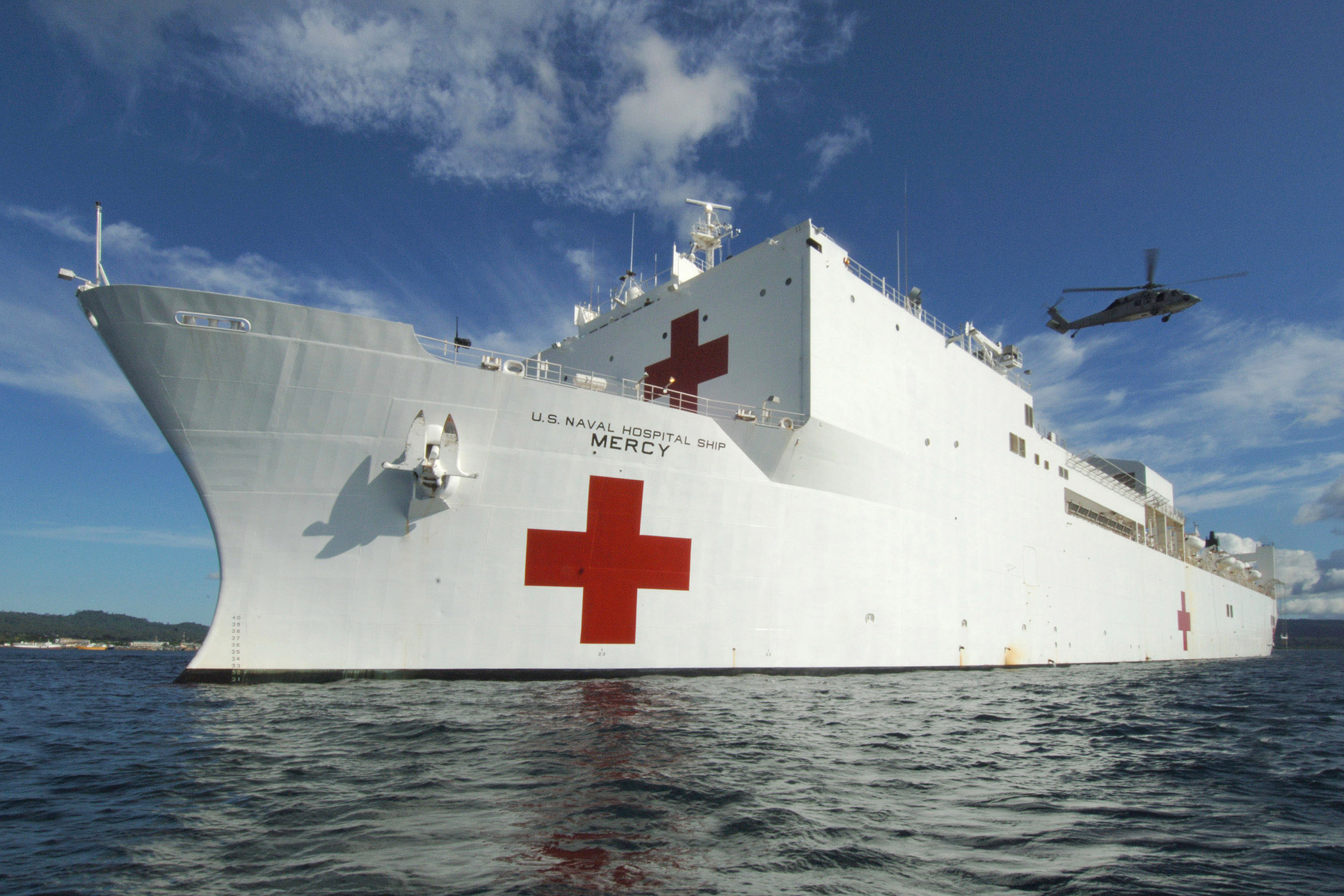
仁慈號上的SH-60海鷹直升機起降

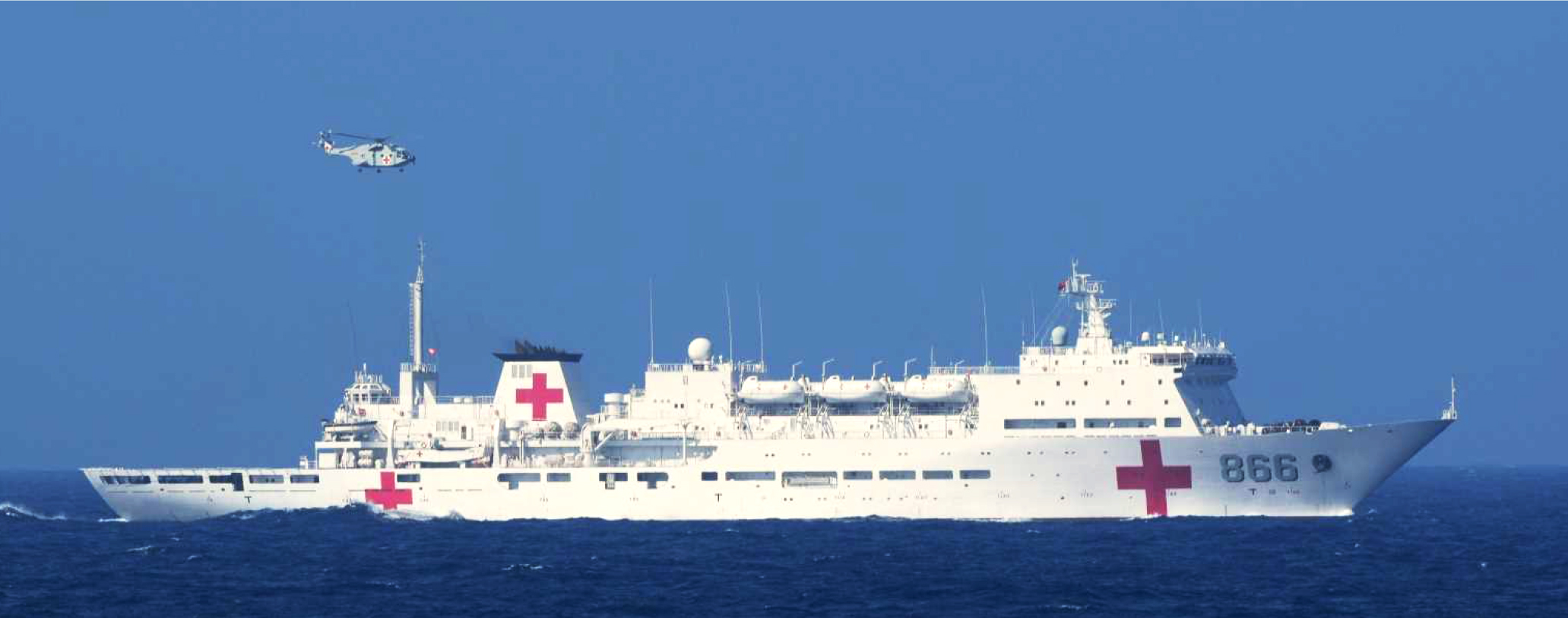
岱山島號上的直-8医疗直升機起降

  - 920型醫院船（現役3艘：866号和平方舟号、867号丝路方舟号、868吉祥方舟号）
  - 919型醫院船（現役2艘：861友爱号、862友好号[29]）
  - 南康级医院船（2艘：832号、833南康号（已退役））
- 俄羅斯海軍
  - Project 320 Ob' Class Hospital Ship（英语：Ob-class hospital ship） 俄羅斯海軍現有數量不明的「鄂畢河」級醫療船服役

## 歷史上著名的醫療船
- 不列顛號：英國籍，鐵達尼號的姊妹船，1916年被德軍潛艇佈放的水雷炸毀
- 橘丸（日语：橘丸） （參見橘丸事件（日语：橘丸事件））
- 冰川丸：太平洋戰爭後，日本少數未被擊沈的大型商船，在戰後直至1960年繼續於北太平洋航路航行。現停泊於橫濱港作為博物館船。
- 威廉·古斯特洛夫號郵輪，納粹德國用作運送傷員及難民，1945年遭蘇聯擊沉，造成高達5,300至9,931人死亡，為史上罹難人數最多的海難。